# Liste des résolutions du Conseil de sécurité des Nations unies sur Chypre
Cet article dresse une liste des résolutions du Conseil de sécurité des Nations unies concernant Chypre.

## Chypre
En forme longue la république de Chypre (en grec Kýpros, Κύπρος et Kipriakí Dimokratía, Κυπριακή Δημοκρατία, littéralement « République chypriote », en turc Kıbrıs et Kıbrıs Cumhuriyeti).
- Résolution 155 : admission de Chypre aux Nations unies (adoptée le 24 août 1960).
- Résolution 186 : la question de Chypre (adoptée le 4 mars 1964).
- Résolution 187 : la question de Chypre (adoptée le 13 mars 1964).
- Résolution 192 : extension du stationnement à Chypre (adoptée le 20 juin 1964).
- Résolution 193 : demande d'un cessez-le-feu à Chypre (adoptée le 25 septembre 1964).
- Résolution 194 : extension du stationnement à Chypre (adoptée le 25 septembre 1964).
- Résolution 198 : extension du stationnement à Chypre (adoptée le 18 décembre 1964).
- Résolution 201 : la question de Chypre (adoptée le 19 mars 1965).
- Résolution 206 : extension du stationnement à Chypre (adoptée le 15 juin 1965).
- Résolution 207 : la question de Chypre (adoptée le 10 août 1965).
- Résolution 219 : extension du stationnement à Chypre (adoptée le 17 décembre 1965).
- Résolution 220 : la question de Chypre (adoptée le 16 mars 1966).
- Résolution 222 : extension du stationnement à Chypre (adoptée le 16 juin 1966).
- Résolution 231 : extension du stationnement à Chypre (adoptée le 15 décembre 1966).
- Résolution 238 : extension du stationnement à Chypre (adoptée le 19 juin 1967).
- Résolution 244 : extension du stationnement à Chypre (adoptée le 22 décembre 1967).
- Résolution 247 : la question de Chypre (adoptée le 18 mars 1968).
- Résolution 254 : extension du stationnement à Chypre (adoptée le 18 juin 1968).
- Résolution 261 : extension du stationnement à Chypre (adoptée le 10 décembre 1968).
- Résolution 266 : extension du stationnement à Chypre (adoptée le 10 juin 1969).
- Résolution 274 : extension du stationnement à Chypre (adoptée le 11 décembre 1969).
- Résolution 281 : la question de Chypre (adoptée le 9 juin 1970).
- Résolution 291 : la question de Chypre (adoptée le 10 décembre 1970).
- Résolution 293 : la question de Chypre (adoptée le 26 mai 1971)
- Résolution 305 : extension du stationnement à Chypre (adoptée le 13 décembre 1971).
- Résolution 315 : la question de Chypre (adoptée le 15 juin 1972).
- Résolution 324 : la question de Chypre (adoptée le 12 décembre 1972).
- Résolution 334 : extension du stationnement à Chypre (16 juin 1973).
- Résolution 343 : la question de Chypre (adoptée le 14 décembre 1973).
- Résolution 349 : Chypre (adoptée le 29 mai 1974).
- Résolution 353 : la résolution demande aux pays garants de la Constitution et de l'indépendance chypriote : la Grèce, la Turquie et le Royaume-Uni, d'entrer immédiatement en négociations pour rétablir la paix sur l'île, à la suite de l’intervention militaire turque. (adoptée le 20 juillet 1974).
- Résolution 354 : Chypre (adoptée le 23 juillet 1974).
- Résolution 355 : Chypre (adoptée le 1er août 1974).
- Résolution 357 : Chypre (adoptée le 14 août 1974).
- Résolution 358 : Chypre (adoptée le 15 août 1974).
- Résolution 359 : Chypre (adoptée le 15 août 1974).
- Résolution 360 : Chypre (adoptée le 16 août 1974).
- Résolution 361 : (adoptée le 30 août 1974).
- Résolution 364 : Chypre (adoptée le 13 décembre 1974).
- Résolution 365 : Chypre (adoptée le 13 décembre 1974).
- Résolution 367 : Chypre (adoptée le 12 mars 1975).
- Résolution 370 : Chypre (adoptée le 13 juin 1975).
- Résolution 383 : Chypre (adoptée le 13 décembre 1975).
- Résolution 391 : Chypre (adoptée le 15 juin 1976).
- Résolution 401 : Chypre (adoptée le 14 décembre 1976).
- Résolution 410 : Chypre (adoptée le 15 juin 1977).
- Résolution 414 : Chypre (adoptée le 15 septembre 1977).
- Résolution 422 : Chypre (adoptée le 15 décembre 1977).
- Résolution 430 : Chypre (adoptée le 16 juin 1978).
- Résolution 440 : Chypre (adoptée le 27 novembre 1978).
- Résolution 443 : Chypre (adoptée le 14 décembre 1978).
- Résolution 451 : Chypre (adoptée le 15 juin 1979).
- Résolution 458 : Chypre (14 décembre 1979).
- Résolution 472 : Chypre (adoptée le 13 juin 1980).
- Résolution 482 : Chypre (adoptée le 11 décembre 1980).
- Résolution 486 : Chypre (adoptée le 4 juin 1981).
- Résolution 495 : Chypre (adoptée le 14 décembre 1981).
- Résolution 510 : Chypre (adoptée le 15 juin 1982).
- Résolution 526 : Chypre (adoptée le 14 décembre 1982).
- Résolution 534 : Chypre (adoptée le 15 juin 1983).
- Résolution 541 : Chypre (adoptée le 18 novembre 1983).
- Résolution 544 : Chypre (adoptée le 15 décembre 1983).
- Résolution 550 : Chypre (adoptée le 11 mai 1984).
- Résolution 553 : Chypre (adoptée le 15 juin 1984).
- Résolution 559 : Chypre (adoptée le 14 décembre 1984).
- Résolution 565 : Chypre (adoptée le 14 juin 1985).
- Résolution 578 : Chypre (adoptée le 12 décembre 1985).
- Résolution 585 : Chypre (adoptée le 13 juin 1986).
- Résolution 593 : Chypre (adoptée le 11 décembre 1986).
- Résolution 597 : Chypre (adoptée le 12 juin 1987).
- Résolution 604 : Chypre (adoptée le 14 décembre 1987).
- Résolution 614 : Chypre (adoptée le 15 juin 1988).
- Résolution 625 : Chypre (adoptée le 15 décembre 1988).
- Résolution 634 : Chypre (adoptée le 9 juin 1989).
- Résolution 646 : Chypre (adoptée le 14 décembre 1989).
- Résolution 649 : Chypre (adoptée le 12 mars 1990).
- Résolution 657 : Chypre (adoptée le 15 juin 1990).
- Résolution 680 : Chypre (adoptée le 14 décembre 1990).
- Résolution 682 : Chypre (adoptée le 21 décembre 1990).
- Résolution 697 : Chypre (adoptée le 14 juin 1991).
- Résolution 698 : Chypre (adoptée le 14 juin 1991).
- Résolution 716 : Chypre (adoptée le 11 octobre 1991).
- Résolution 723 : Chypre (adoptée le 12 décembre 1991).
- Résolution 750 : Chypre (adoptée le 10 avril 1992).
- Résolution 759 : Chypre (adoptée le 12 juin 1992).
- Résolution 774 : Chypre (adoptée le 26 août 1992).
- Résolution 789 : Chypre (adoptée le 25 novembre 1992).
- Résolution 796 : Chypre (adoptée le 14 décembre 1992).
- Résolution 831 : Chypre (adoptée le 27 mai 1993).
- Résolution 839 : Chypre (adoptée le 11 juin 1993).
- Résolution 889 : Chypre (adoptée le 15 décembre 1993).
- Résolution 902 : achèvement d'un accord sur les mesures de confiance relatives à Varosha et à l'aéroport international de Nicosie à Chypre.
- Résolution 927 : situation à Chypre (UNFICYP)
- Résolution 939 : situation à Chypre (refus statu quo).
- Résolution 969 : situation à Chypre (prorogation UNFICYP).
- Résolution 1000 : la situation à Chypre (prorogation de l'UNFICYP jusqu’au 31 décembre 1995).
- Résolution 1032 : la situation à Chypre (prorogation de l'UNFICYP jusqu’au 30 juin 1996).
- Résolution 1062 : la situation à Chypre
- Résolution 1092 : la situation à Chypre
- Résolution 1117 : situation à Chypre
- Résolution 1146 : situation à Chypre
- Résolution 1178 : la situation à Chypre.
- Résolution 1179 : la situation à Chypre.
- Résolution 1217 : la situation en Chypre.
- Résolution 1218 : la situation en Chypre.
- Résolution 1250 : la situation à Chypre.
- Résolution 1251 : la situation à Chypre.
- Résolution 1283 : la situation à Chypre.
- Résolution 1303 : situation à Chypre.
- Résolution 1331 : situation à Chypre.
- Résolution 1354 : la situation à Chypre.
- Résolution 1384 : la situation à Chypre.
- Résolution 1416 : la situation à Chypre.
- Résolution 1442 : la situation à Chypre
- Résolution 1475 : la situation à Chypre.
- Résolution 1486 : la situation à Chypre.
- Résolution 1517 : la situation à Chypre.
- Résolution 1548 : la situation à Chypre.
- Résolution 1568 : la situation à Chypre.
- Résolution 1604 : la situation à Chypre.
- Résolution 1642 : la situation à Chypre.
- Résolution 1687 : la situation à Chypre.
- Résolution 1728 : la situation à Chypre.
- Résolution 1758 : la situation à Chypre.
- Résolution 1789 : la situation à Chypre.
- Résolution 1818 : la situation à Chypre.
- Résolution 1847 : la situation à Chypre.
- Résolution 1873 : la situation à Chypre.
- Résolution 1898 : la situation à Chypre.
- Résolution 1930 : la situation à Chypre.
- Résolution 1953 : la situation à Chypre (adoptée le 14 décembre 2010).
- Résolution 1986 : la situation à Chypre (adoptée le 13 juin 2011).
- Résolution 2026 : la situation à Chypre (adoptée le 14 décembre 2011).
- Résolution 2058 : la situation à Chypre (adoptée le 19 juillet 2012).
- Résolution 2089 : la situation à Chypre (adoptée le 24 janvier 2013 lors de la 6908e séance).
- Résolution 2114 : la situation à Chypre (adoptée le 30 juillet 2013 lors de la 7014e séance).
- Résolution 2135 : la situation à Chypre. (adoptée le 30 janvier 2014).
- Résolution 2168 : la situation à Chypre (adoptée le 30 juillet 2014 lors de la 7229e séance).
- Résolution 2197 : la situation à Chypre (adoptée le 29 janvier 2015 lors de la 7370e séance).
- Résolution 2234 : la situation à Chypre (adoptée le 29 juillet 2015).
- Résolution 2263 : la situation à Chypre (adoptée le 28 janvier 2016).
- Résolution 2300 : la situation à Chypre (adoptée le 26 juillet 2016).
- Résolution 2338 : la situation à Chypre (adoptée le 26 janvier 2017).
- Résolution 2369 : la situation à Chypre (adoptée le 27 juillet 2017)
- Résolution 2398 : la situation à Chypre (adoptée le 30 janvier 2018)
- Résolution 2430 : la situation à Chypre (adoptée le 26 juillet 2018)
- Résolution 2453 : la situation à Chypre (adoptée le 30 janvier 2019)
- Résolution 2483 : la situation à Chypre (adoptée le 25 juillet 2019)
- Résolution 2506 : la situation à Chypre (adoptée le 30 janvier 2020)
- Résolution 2537 : la situation à Chypre (adoptée le 28 juillet 2020)
- Résolution 2561 : la situation à Chypre (adoptée le 29 janvier 2021)
- Résolution 2587 : la situation au Chypre (adoptée le 29 juillet 2021)
- Résolution 2618 : la situation à Chypre (adoptée le 26 janvier 2022)
- Résolution 2646 : la situation à Chypre (UNFICYP) (adoptée le 28 juillet 2022)
- Résolution 2674 : la situation à Chypre (UNFICYP) (adoptée le 30 janvier 2023)